# Calumma tsycorne
Calumma tsycorne là một loài thằn lằn trong họ Chamaeleonidae. Loài này được Raxworthy & Nussbaum mô tả khoa học đầu tiên năm 2006.